# Какатка
Какатка (словац. Kakatka) — річка в Словаччині; ліва притока Тисовника довжиною 14.3 км. Протікає в округах Лученець і Вельки Кртіш.
Витікає в масиві Оструожки на висоті 510 метрів. Протікає територією сіл Правіца; Завада і Долна Стрегова.
Впадає в Тисовник на висоті 173.5 метра.